# ليندسي وليامز
ليندسي وليامز (بالإنجليزية: Lindsay Williams)‏ هو راكب الكنو بريطاني، ولد في 22 أبريل 1946.

## وصلات خارجية
- ليندسي وليامز على موقع أوليمبيديا (الإنجليزية)
- ليندسي وليامز على موقع اللجنة الأولمبية البريطانية (الإنجليزية)